# Mario Williams
Pour les articles homonymes, voir Williams.
(en) Statistiques sur pro-football-reference
Mario Williams, né le 31 janvier 1985 à Richlands (Caroline du Nord), est un joueur américain de football américain qui évolue au poste de defensive end.

## Biographie

### Carrière universitaire
Il effectua sa carrière universitaire aux North Carolina State Wolfpack de l'Université d'État de Caroline du Nord et fut drafté en 2007 à la 1re place (premier tour), devant Reggie Bush, par les Texans de Houston. 

### Carrière professionnelle
Il fut le premier joueur de l'Atlantic Coast Conference à être sélectionné 1er à un draft NFL. Très décrié au début, il a peu à peu montré que sa sélection si haut dans le draft n'était pas forcément une erreur.
Il a été sélectionné deux fois au Pro Bowl, en 2008 et en 2009.
Devenu agent libre à l'issue de la saison 2011, il est l'un des joueurs les plus en vue de la free agency de l'année 2012. Il signe finalement, le 15 mars 2012, un contrat de 96 millions de dollars sur 6 années pour rejoindre les Bills de Buffalo, ce qui est le plus gros contrat offert pour un défenseur depuis la signature d'Albert Haynesworth chez les Redskins de Washington.